# Літній наступ військ УНР (1919)
Літній наступ військ УНР 1919 року — це один з епізодів радянсько-української війни 1917—1921 рр.

## Причини та передумови
Наприкінці травня 1919 р. для обох українських держав того часу — УНР і ЗУНР склалася катастрофічна ситуація щодо можливості їх подальшого існування. 14 травня 1919 польські війська перейшли в генеральний наступ проти армії УНР на Волині та проти УГА в Галичині. Через кілька днів війська Червоної армії Росії перейшли в наступ зі сходу в напрямі на Рівне. 24 травня румунські війська вторглись в ЗУНР з півдня, захопивши м.Коломия. До 28 травня 1919 р. уряд та армія УНР контролювали лише один Кременецький повіт Волині, а уряд та війська ЗУНР лише східні повіти Галичини.

## Реорганізація армії УНР
Після боїв з військами червоної армії Радянської Росії взимку — навесні 1919 р. багато частин військ УНР зазнали великих втрат як загиблими і пораненими, так і через дезертирство і навіть перехід на бік ворога найбільш нестійких та національно несвідомих вояків. Фактично залишились боронити далі незалежність України кілька десятків тисяч найбільш відданих українській справі козаків та старшин. З них у травні 1919 р. командування армії УНР сформувало 11 нових дивізій з новою їх нумерацією. Кожна з 11-ти дивізій мала у своєму складі по 3 піхотні полки та по 1-му гарматному. Дивізії мали такі назви:
- 1-а — Північна дивізія. Командир — генштабу генерал-поручник Єрошевич. До 2000 багнетів при 12 гарматах.
- 2-а — Січова дивізія (Запорозька Січ). Командир — отаман Божко. 1000 багнетів, 12 гармат (з них 4 гаубиці).
- 3-а — Стрілецька дивізія. Командир — генштабу полковник Удовиченко О.. Склад — 1200 багнетів, 50 кулеметів, 16 гармат (з них 4 гаубиці).
- 4-а — Холмська дивізія. До 1000 багнетів при 4 гарматах.
- 5-а — в стадії формування.
- 6-а — 6-а Запорізька дивізія
- 7-а — 7-а Запорізька дивізія. Командир — генштабу полковник Сальський.
- 8-а — 8-а Запорізька дивізія.
- 9-а — Залізнична дивізія. Командир — полковник Кудрявців. Склад — до 800 багнетів при 4 гарматах.
- 10-а — 10 дивізія Січових стрільців.
- 11-а — 11 -а дивізія Січових стрільців. Командир — полковник Коновалець.

З них 1-а і 4-а дивізії складали Волинську групу. До цієї групи входила Юнацька Школа. Командував нею генштабу полковник Петрів. Загальний склад її був до 4000 багнетів при 16 гарматах.
6-а, 7-а і 8-а дивізії складали Запорозький корпус. Командир — генштабу полковник Сальський. Загальний склад його до 3000 багнетів при 8 гарматах.
10-а і 11-а дивізії становили Корпус Січових стрільців. Командир — полковник Коновалець, начальник штабу — генштабу полковник Безручко. Склад корпусу — до 4500 багнетів, до 40 гармат.

## Сили Червоної армії
На відтинку наступу військ УНР їм протистояла в Подільській і Волинській губерніях 12-та армія Росії. До її складу входили такі сили:
1.Бесарабська бригада (дивізія) у районі Кам’янця — близько 3000-3500 багнетів при 12 гарматах і 2-х бронепотягах. Вона складалась виключно з мешканців Бессарабії, окупованої Румунією, та призначена була для бойових операцій проти Румунії.
2.Збірна бригада в районі Волочиська — до 2000 багнетів при 12-15 гарматах. У її запіллі — в районах Проскурова і Жмеринки зосереджено резерви (інтернаціональна бригада). Всього в районі Волочиськ — Проскурів — до 5000 багнетів при 18 гарматах.
3.Таращанська дивізія (або 44-а дивізія) на лівому крилі Української армії — районі Шепетівка — Рівне — в складі 3-х бригад (Богунська, Таращанська, Волинська). Ця дивізія складала собою найбільшу силу як з погляду кількості, так і організації і озброєння. Загальний її склад доходив до 8000-9000 багнетів при 24 гарматах.
Усього в першій лінії більшовицькі війська мали до 16000 — 17500 багнетів, до 1000 шабель і до 54 гармат. Слід сказати, що значну частину російських більшовицьких військ складали етнічні українці, що були виховані в дусі «єдиного народу» з росіянами та перейняті ідеями більшовизму-комунізму. Тому для них не було особливою проблемою воювати проти своїх же співвітчизників, яких вони вважали «українськими буржуазними націоналістами».

## Перехід військ УНР в наступ
В останніх числах травня 1919 р. згідно розробленого плану та наказу командувача дієвої армії УНР В.Тютюнника частини армії перейшли в наступ з теренів Кременецького повіту Волині та східних районів ЗУНР на схід, щоб здобути район залізниці Старокостянтинів — Проскурів — Кам'янець-Подільський.
Головною ударною силою українців виступала Запорізька група армії УНР, яка наступала з району Почаєва на Теофіполь — Старокостянтинів і Волочиськ — Проскурів. Окремі загони армії УНР під керівництвом командирів Удовиченка, Вишнівського, Шандрука та інших перейшли р.Збруч з території Галиччини і розгорнули наступ на Кам'янець-Подільський. Січові стрільці та Волинська група Дієвої армії УНР прикривали наступаючих з півночі від можливих ударів поляків та червоних росіян. 3 червня українські війська під час боїв з частинами 12-ї Армії РСФСР звільнили міста Волочиськ, Чорний Острів і Кам'янець-Подільський, а 6 червня — Проскурів та Старокостянтинів. Це дало можливість органам влади УНР на чолі з С.Петлюрою дістатись залізницею з м.Тернопіль до Кам’янця.
В середині червня 1919 р. 6-й запорізькій дивізії та 3-й дивізії вдалося просунутись вперед, звільнивши 14 червня міста Деражня та Нова Ушиця. Проте далі опір більшовицьких військ зростав і вони почали контратакувати. Січові стрільці та Волинська група з 11 червня відбивали сильний контрнаступ частин 44-ї дивізії. Протягом усього червня 1919 р. точилися запеклі бої у верхній течії р. Случ за переправи на ній. На допомогу січовим стрільцям та волинцям прийшли дивізії запоріжців. Однак більшовицьким військам вдалося знову захопити Старокостянтинів та Красилів, які кілька разів переходили з рук у руки.

## Бої за Жмеринку
4 липня 1919 частинам УНР (2-а Січова дивізія «Запорізька Січ») вдалося ненадовго звільнити м.Жмеринка, а також м.Могилів-Подільський (3-а дивізія). Проте російське більшовицьке командування кинуло проти українців вже більш значні сили та відбило назад Жмеринку 8 липня. Також росіянам вдалося повернути собі і Проскурів 6 липня. 7 липня більшовики захопили Ярмолинці, 14 липня — Нову Ушицю. Керівництво червоних вирішило остаточно покінчити з українською державністю (як вони це називали — «петлюрівщиною»), однак перехід УГА з Галиччини на Поділля 16-17 липня 1919 р. дуже зміцнив сили армії УНР і вона змогла спільно з галичанами відкинути ворога. Після цього розпочався успішний спільний похід Армій УНР і УГА (1919). Також допомогу військам УНР надав отаман Тютюнник, який прорвався 13-14 липня в район Копайгорода з центральної України. Очевидно, надхнені підходом нових сил січові стрільці 22-23 липня розгромили сили більшовицької 44-ї Таращанської дивізії в районі м. Смотрич. Було розгромлено 1-й курінь (бригаду) таращанців. Багато їх було вбито, 518 потрапило в полон, серед них — командир куреня, захоплено 28 кулеметів, 3 гармати, близько 600 рушниць. У ці ж дні Запорізький корпус відбив назад Ярмолинці, а 3-а дивізія вела успішний наступ на Вапнярку.

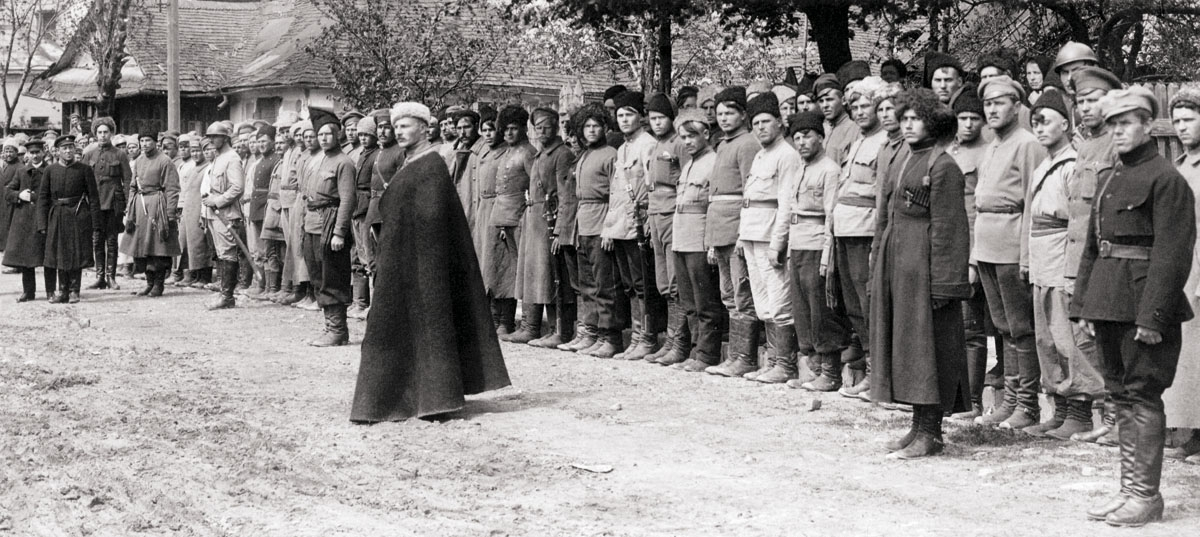
Перегляд С.Петлюрою українських військ

## Підсумки
Збройним силам незалежної України вдалося звільнити від влади російського більшовицького режиму частину Поділля. Місцеве населення змогло звільнитися від чекістського терору та від насильницької реквізиції продовольства. Органи влади УНР — Директорія УНР та уряд УНР отримали можливість працювати на своїй території в більш-менш нормальних обставинах. Частини армії УНР стали більш дисциплінованими та патріотичними, звільнившись в основному від анархічно-бандитського елементу (за винятком загону Волоха). З цього часу вже невідомі факти єврейських погромів за участю регулярних військ УНР, бо ж відомо що вони були на початку 1919 р., зокрема Проскурівський погром. Уряд УНР, а також особисто сам Петлюра повели сувору боротьбу з цим ганебним і злочинним явищем.